# Ekallatum
Ekallatum (in accadico: 𒌷𒂍𒃲𒈨𒌍, URU E 2 . GAL. MEŠ, Ekallātum, "i Palazzi") era un'antica città-stato e regno amorreo dell'alta Mesopotamia.

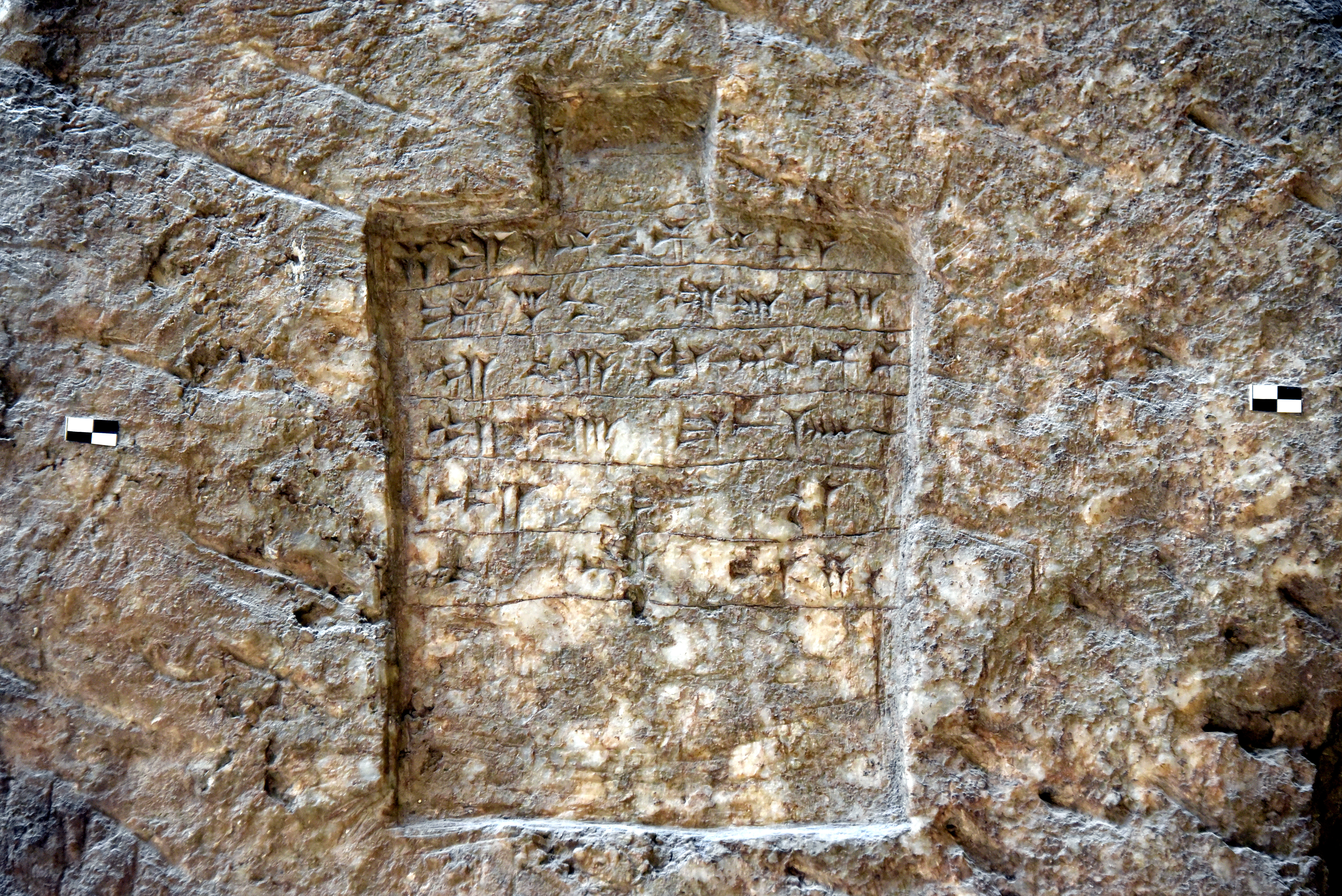
Stele di Adad-bel ukin, governatore Ekallatum. Da Assur, Iraq. 780 a.C. Museo di Pergamo

Gli dei della città erano Addu (Hadad), che risiedeva a Ekallātum, e Istar di Radana, che invece non risiedeva stabilmente nella città.

## Posizione
In un frammentario itinerario antico babilonese, partendo e tornando da Emar, Ekallātum è la prima tappa sulla rotta verso nord dopo Assur e l'ultima tappa prima di Assur sulla via del ritorno.
A Tel Hazor è stato trovato un frammento di tavoletta contenente un percorso commerciale che procedeva da Hazor a Mari e poi fino ad Ekallatum.